# كأس الدنمارك
كأس الدنمارك وهي بطولة كرة قدم تقام في الدنمارك من قبل اتحاد الدنمارك لكرة القدم بدئت منافسات هذه البطولة في سنة 1955، الفائز في هذه البطولة يتأهل إلى تصفيات بطولة الدوري الأوروبي في السنة التالية أخر نادي فاز بهذه البطولة هو نادي إيسبيرغ وذلك في سنة 2013 أما أكثر الأندية الفائزة بهذا اللقب هو نادي آرهوس جمناستيك فورينينغ حيث فاز بها 9 مرات.

## وصلات خارجية
- كأس الدنمارك، قائمة المباريات النهائية